# Kresnikov štirioki pes
Kresnikov štirioki pes, imenovan tudi Vedež, je v slovenski mitologiji Kresnikov zvesti spremljevalec in pomočnik: tako na primer sodeluje pri kraji krone Kačje kraljice, sodeluje pri lovu, zavoha prihod sovražnika ali pa poišče in izvoha čredo, ukradeno Kresniku. Njegove štiri oči naj bi pomenile nenehno budnost in čuječnost, v astronomskem smislu pa morda predstavlja »pasjo zvezdo« Sirius.